# Miodrag Kustudić
Miodrag Kustudić (en serbe : Миодраг Кустудић), (né le 1er septembre 1951 à Lovćenac, en Voïvodine) est un footballeur international yougoslave, d'origine serbe et monténégrine, des années 1970 et 1980. Il est actuellement agent de joueurs.

## Biographie
En tant qu'attaquant, Miodrag Kustudić fut international yougoslave à 3 reprises (1977-1978) pour aucun but inscrit. Il ne connut pas la victoire (deux matchs nuls contre l'Iran et l'Italie et une défaite contre l'Espagne).
Il évolua dans des clubs yougoslaves (FK Vojvodina Novi Sad et NK Rijeka) et espagnols (Hércules Alicante et RCD Majorque). Il remporta une coupe de Yougoslavie et une coupe des Balkans en 1978.
Il est actuellement agent de joueurs, reconnu par la FIFA.

## Palmarès
- Coupe de Yougoslavie
  - Vainqueur en 1978
- Coupe des Balkans
  - Vainqueur en 1978